# Башкирські авіалінії
Башкирські авіалінії, або скорочено БАЛ (рос. «Башкирские авиалинии», башк. «БАЛ Башҡортостан авиалиниялары») — ліквідована російська авіакомпанія зі штаб-квартирою в аеропорту міста Уфа (Міжнародний аеропорт імені Мустая Каріма). Працювала на регіональних та магістральних маршрутах з Уфи та виконувала чартерні рейси до Європи, Азії та Північної Африки. Компанія була заснована 11 жовтня 1991 році та ліквідована у 2007 році.

## Історія
Підприємство організовано у 1991 році з урахуванням Уфимского об'єднаного авіазагону, який виділився зі складу Приволзького управління цивільної авіації.
У 2000 році зі складу авіапідприємства було виділено аеропорт і з цього моменту авіакомпанія «Башкирські авіалінії» та міжнародний аеропорт «Уфа» стали функціонувати самостійно.
1 липня 2002 року авіакомпанія стала відома завдяки авіакатастрофі над Німеччиною в результаті якої загинуло 71 особа.

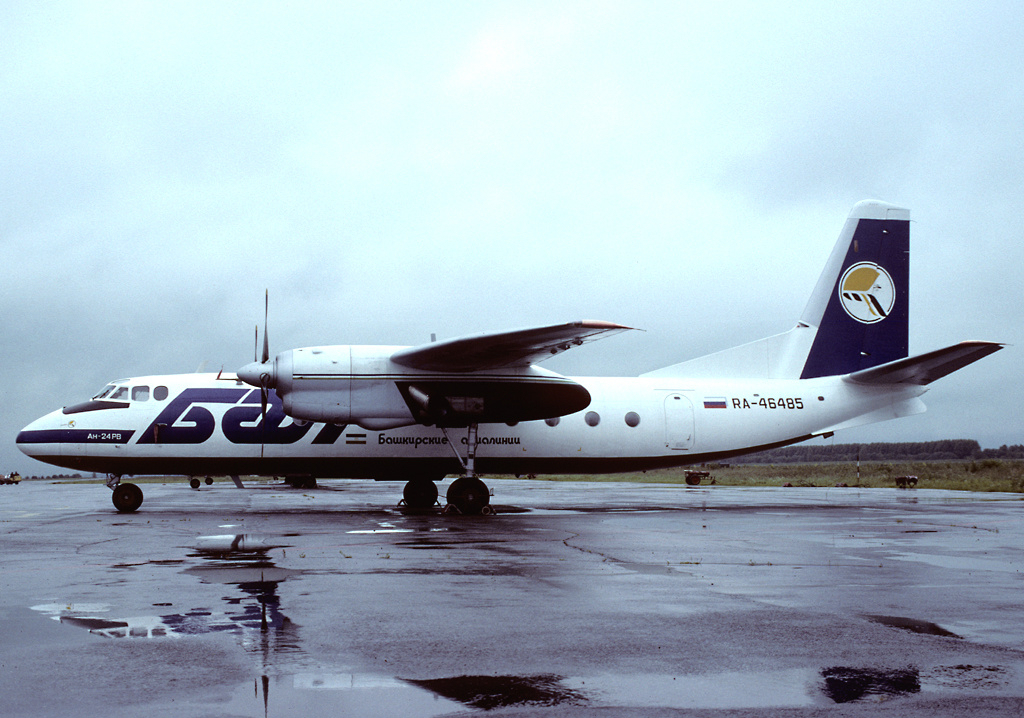
Ан-24 паркується в аеропорту Уфи (Росія).

## Напрямки
Авіакомпанія виконувала регулярні та чартерні рейси з Уфи до Москви, Санкт-Петербурга, Єревану, Сочі, Анапи, Сімферополя, Краснодару, Ростову, Надиму, Нового Уренгою, Нижньовартовська, Сургута, Стамбула, Шарджі, Шарм-ель-Шейха та Хургади.

## Флот

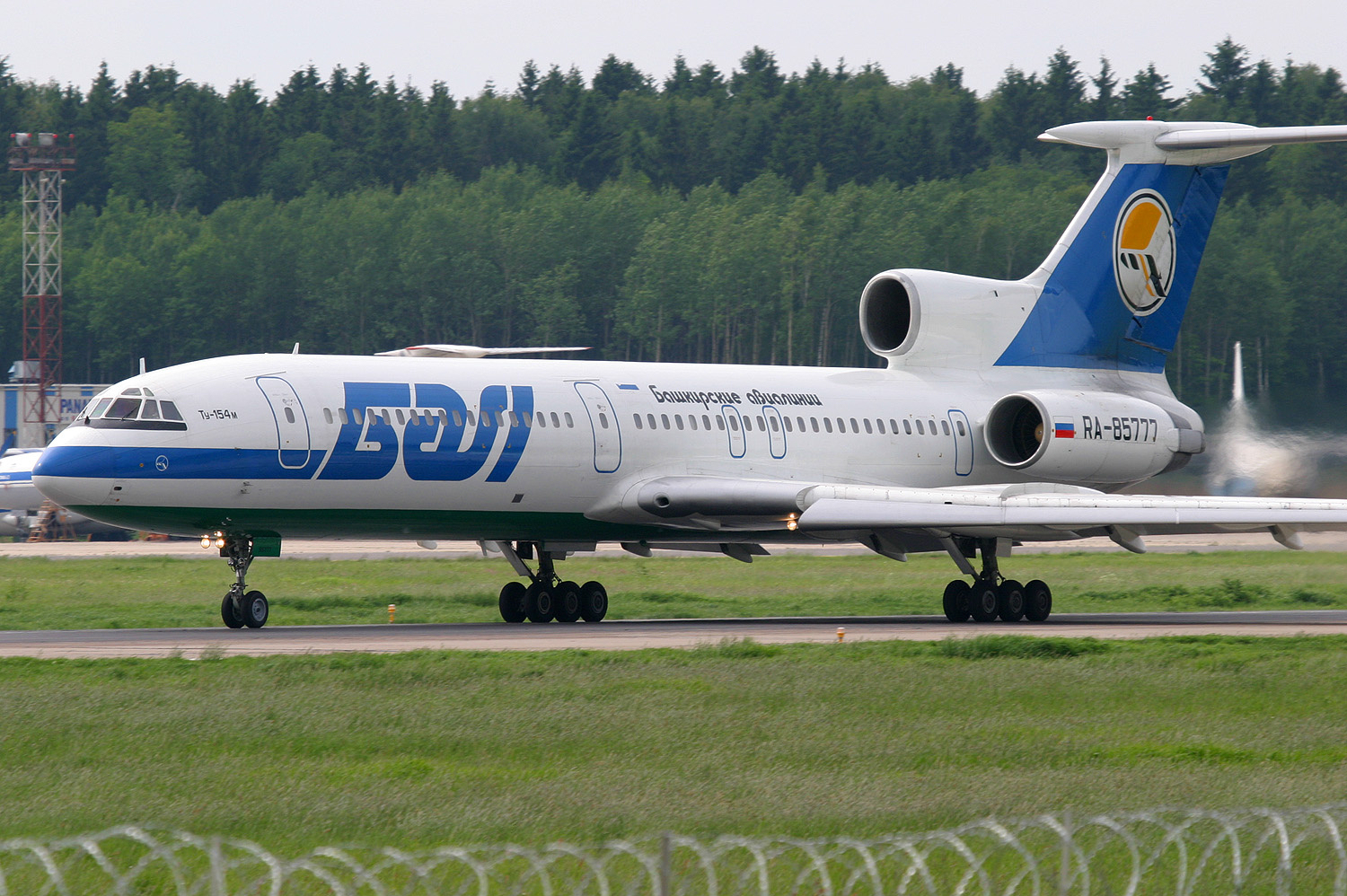
Ту-154М

Авіакомпанія «БАЛ» експлуатувала такі типи авіаційної техніки:
| Літаки | Гелікоптери |
| ------ | ----------- |
| Ан-2   | Мі-8        |
| Ан-24  | Ка-26       |
| Ан-74  |             |
| Ту-134 |             |
| Ту-154 |             |

## Аварії та катастрофи

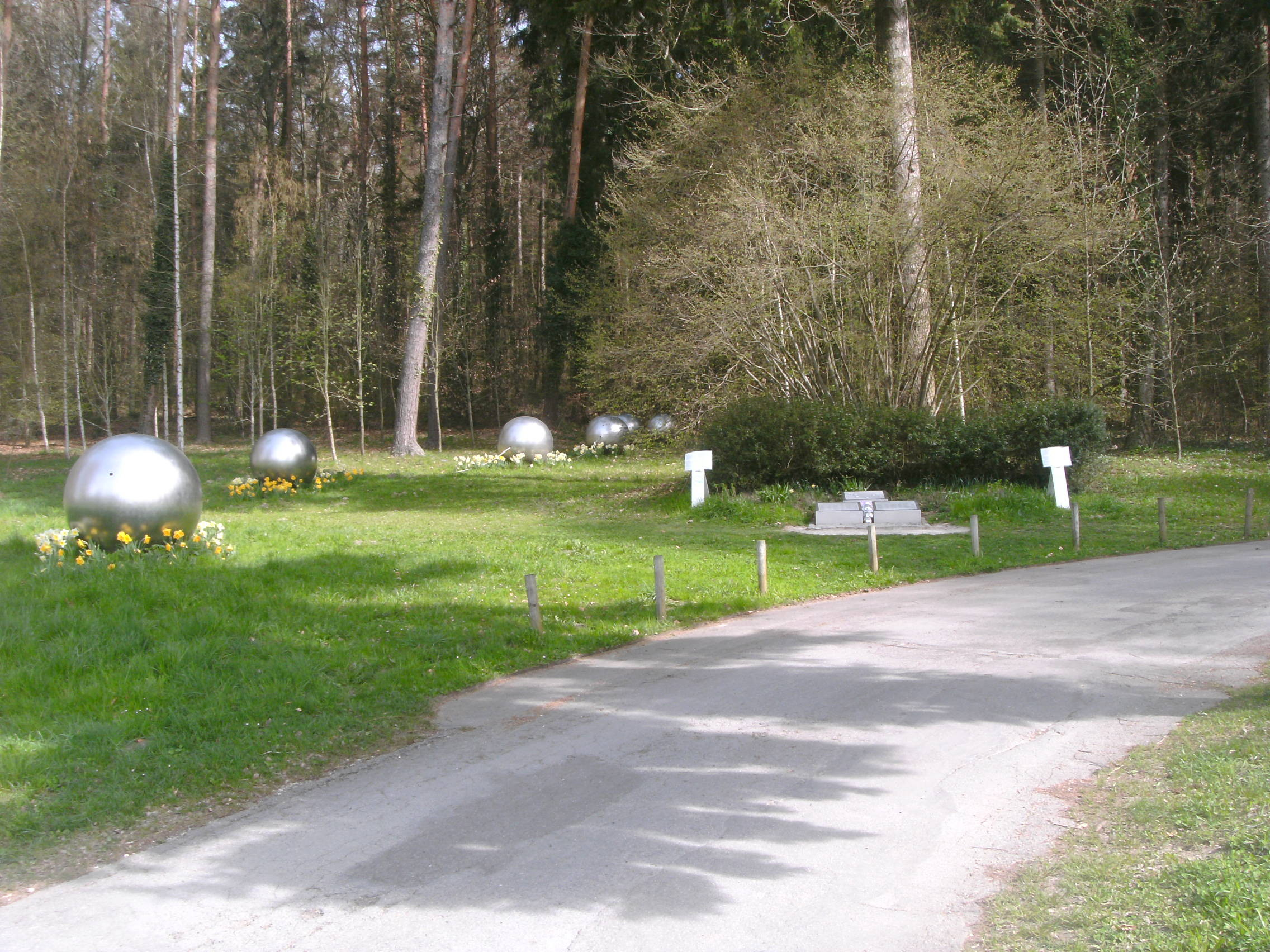
Меморіал «Розірвана перлинна нитка»

- У ніч з 1 на 2 липня 2002 року пасажирський літак Ту-154М, що виконував рейс BTC2937 Башкирських авіаліній, зіткнувся в повітрі з вантажним Boeing 757 авіакомпанії DHL International Aviation ME[en] (рейс DHX611) через помилку диспетчера управління повітряним рухом швейцарської компанії Skyguide[en]. Зіткнення сталося неподалік міста Юберлінген, біля Боденського озера (Німеччина). Загинули всі 71 особи, що знаходилися в обох літаках, — 2 на Boeing 757 (обидва пілоти) і 69 на Ту-154 (9 членів екіпажу та 60 пасажирів, серед яких було 52 дитини).